# محمد باعيو
محمد باعيو (مواليد 11 يناير 1993) هو لاعب كرة قدم مغربي، يلعب كحارس مرمى لنادي الرجاء الرياضي.

## سيرة شخصية

### النادي
ولد محمد ونشأ في الدار البيضاء وانضم إلى أكاديمية الرجاء الرياضي في سن مبكرة. في عام 2015، اجتاز اختبارًا في نادي الدفاع الحسيني قبل أن يوقع عقدًا مع شباب المسيرة في دوري الدرجة الثانية. لعب موسمًا واحدًا وأنهى النادي البطولة بالمركز السادس، وشارك في عشر مباريات فقط. في 1 يوليو 2017، وقع مع نادي الكوكب المراكشي. وفي 14 يوليو 2019، وقع مع الجيش الملكي مقابل مبلغ قدره 106 ألف أورو. لعب 20 مباراة خلال موسم 2019-2020 وأنهى النادي البطولة بالمركز السادس في الترتيب. في 27 ديسمبر 2020، أختير من قبل الحسين عموتة لحضور دورة تحضيرية لبطولة بطولة أمم إفريقيا 2020 التي أقيمت بمدينة سلا.